# Koilodepas cordisepalum
Koilodepas cordisepalum är en törelväxtart som beskrevs av P.C.van Welzen och Muzzaz.. Koilodepas cordisepalum ingår i släktet Koilodepas och familjen törelväxter. Inga underarter finns listade i Catalogue of Life.